# Дом American Football
Дом American Football — дом в Эрбане, штат Иллинойс, США, известный своим появлением на обложке одноименного дебютного альбома Мидвест-эмо-группы American Football 1999 года. Интерьер дома также был изображен на обложке одноименного второго альбома группы 2016 года. С тех пор дом стал «одной из крупнейших музыкальных достопримечательностей», привлекая туристов, особенно среди эмо-сообщества.

## История
Построенный в 1893 году дом расположен по адресу 704 West High Street в Эрбане, штат Иллинойс, недалеко от кампуса Иллинойсского университета в Урбане-Шампейне. Одним из первых жителей дома был Чарльз М. Уэббер, который умер, живя в доме в 1931 году. Двое праправнуков Уэббера, Адам и Майкл Тис, работали в Polyvinyl Records, звукозаписывающем лейбле в Шампейнском звукозаписывающем лейбле, стоявшем за группой American Football.
К 1990-м годам дом стал популярным местом проведения студенческих вечеринок и панк-концертов. Будучи студентом университета в конце 1990-х годов, фотограф и художник по обложкам Крис Стронг жил в подвале дома со своей тогдашней девушкой. В этом доме никогда не жили участники American Football, но, будучи сокурсниками по университету, они дружили со Стронгом и часто посещали вечеринки в доме. Когда группа American Football предложила Стронгу создать обложку для своего одноименного дебютного альбома 1999 года, Стронг сделал «пару тысяч» фотографий дома. Фотография, использованная на обложке, представляла собой ночной снимок окна второго этажа фасада дома. На вопрос, почему группа выбрала именно это изображение, ведущий вокалист Майк Кинселла ответил: «Нам просто понравилось это фото».
После распада группы в 2000 году и её воссоединения в 2014, Стронг в 2014 году снял внутри дома музыкальный клип на «Never Meant» - вступительную композицию с альбома 1999 года. В 2016 году фото интерьера дома, сделанное Стронгом с лестницы, было помещено на обложку альбома American Football 2016 года..
В 2020, во время пандемии COVID-19, American Football устроили виртуальный концерт для более чем 10,000 зрителей. Действие происходило в копии дома, построенной в игре Minecraft.

### Приобретение
Осенью 2022 года дом был выставлен на продажу. Ходили слухи, что застройщики планировали снести дом и построить на его месте кондоминиум. 5 мая 2023 года группа American Football объявила в социальных сетях, что они приобрели дом совместно с Polyvinyl Records, Крисом Стронгом, фотографом Атибой Джефферсоном и чикагской организацией Open House Contemporary.
В заявлении о покупке компания Polyvinyl написала: «Помимо того, что дом American Football на протяжении многих лет был настоящим домом для своих многочисленных арендаторов, он стал олицетворением ностальгической мечты о возможностях и красоте начинаний. Мы не могли отпустить эту мечту». На момент покупки в доме еще проживали арендаторы, но совладелец Polyvinyl Мэтт Лансфорд заявил, что на будущее дома уже есть планы.

## Архитектура
Здание представляет собой двухэтажный дом с белой деревянной обшивкой и знаменитым окном на щипце главного фасада. Крис Стронг описал его как «не ужасно хорошо построенный дом». Бывшая жительница Джесси Ноулз вспоминала: «Коридор на кухню был очень маленьким, а в крошечном проходе была дверь в кладовую. Поэтому, когда кладовая была открыта, люди из гостиной не могли пройти на кухню».

## Наследие
Поскольку спустя годы после распада в 2000 году группа American Football стала культовой, дом стал главным объектом, который фанаты ассоциировали с музыкой В интервью 2014 года Майк Кинселла утверждал, что основная причина, по которой дом сохранился как символ, заключается в том, что «это, по сути, одно из немногих изображений, связанных с группой». Культовый статус дома сравнивают с банановым принтом Энди Уорхола на обложке The Velvet Underground & Nico.
В статье 2016 года Vice назвал дом American Football «одной из крупнейших музыкальных достопримечательностей», назвав его одной из самых известных туристических точек эмо-сообщества. С 2023 года дом обозначен на Google Maps как «культовое сооружение». Неизвестные фанаты выцарапали на тротуаре символ «X» на том месте, где Стронг стоял, делая культовую фотографию из альбома 1999 года.